# Фрисланд
Фрисланд, или Фризија (хол. Friesland, зфри. Fryslân), је провинција на северу Холандије. Провинција има 646.305 становника (2010). Главни град Фризије је Леуварден. Остали већи градови су Драхтен, Снек и Херенвен. 
Фризија је карактеристична међу холандским провинцијама по томе што има свој локални језик, западнофризијски језик. Овај језик се говори и у делу суседне провинције Гронинген. 
Фризија је углавном пољоприврдна провинција. Позната су црнобела фризијска говеда и фризијски коњи за вучу. У провинцији постоји 195 ветрењача. 